# Crataegus dispessa
Crataegus dispessa är en rosväxtart som beskrevs av William Willard Ashe. Crataegus dispessa ingår i Hagtornssläktet som ingår i familjen rosväxter. Inga underarter finns listade i Catalogue of Life.